# Гольдернесс, Эдуард Робертович
Эдуард Робертович Гольдернесс (1924 — октябрь 1967) — русский поэт и переводчик 

## Биография
В Россию во времена Тургенева перебрался дед Эдуарда, из рода Байронов. Первым браком отец  Байрона был женат на леди Холдернесс, она родила ему дочь – Августу, сводную сестру Байрона.
Сестра — Ада Робертовна Азо, известная переводчица, работала с Элевтером Андроникашвили, доктором наук, академиком АН СССР.
Увлекался футболом и шахматами. С 15 лет - инвалид .
Заочно окончил редакционно-издательский факультет московского Полиграфа.. 
Дебютировал в печати стихотворением «Весёлый Новый год» (газета «Пожарный Грузии», 1 января 1959 г.). Благодаря поддержке С. Я. Маршака получил возможность публиковать стихотворные, а затем и прозаические переводы с английского, испанского, грузинского языков в сборниках и периодических изданиях. Среди авторов, переведённых Гольдернессом, — прозаики Марк Твен и Ирвин Шоу, поэты Эдгар По, Сесар Вальехо, Мануэль Акунья и др. Единственная книга Э. Гольдернесса вышла посмертно.
Урна с прахом захоронена в 20 колумбарии Донского кладбища, секция 43.